# Tony Purnell
Anthony John Purnell (Carshalton, Surrey; 23 de mayo de 1958), más conocido como Tony Purnell, es un empresario británico de ingeniería y exdirector de los equipos de Fórmula 1 Jaguar y Red Bull.

## Carrera previa al automovilismo
Antes de ingresar a los deportes de motor, Purnell tuvo una larga carrera académica en Inglaterra y los Estados Unidos. Fue alumno de la Escuela John Fisher, donde obtuvo una beca para estudiar ingeniería mecánica en la Universidad de Mánchester en la década de 1970. Luego ganó la beca Kennedy en la Escuela de Ingeniería de MIT, donde completó su maestría. Su disertación fue sobre el tema de la aerodinámica en la Fórmula 1.
Después del MIT, Purnell regresó al Reino Unido como investigador en la Universidad de Cambridge y trabajó en la determinación de velocidad continua en el flujo de fluidos. No completó su doctorado, pero comenzó a trabajar en el hardware del túnel de viento y software de análisis para la organización Lola y fue consultor del equipo FORCE F1 de corta duración.
Purnell pasó a fundar Pi Research (y su posterior spin-off Pi Technology) y, a fines de la década de 1990, convirtió a la empresa en un negocio mundial de electrónica de gran éxito. En 1999, esta empresa fue comprada por Ford Motor Company, lo que convirtió a Purnell en multimillonario. Todavía bajo su dirección, Pi Research pasó a formar parte de la división Premiere Performance de Ford junto con Cosworth y el equipo de Fórmula 1 Jaguar Racing.

## Carrera en el automovilismo
Para 2002, Jaguar no había logrado cumplir con su promesa inicial bajo la dirección de Neil Ressler, Bobby Rahal, y Niki Lauda. A finales de ese año, el austriaco fue abandonado sin ceremonias por Ford, que ahora necesitaba un nuevo director para su marca en el automovilismo. A Purnell se le asignó el trabajo y, junto con su compatriota David Pitchforth, inmediatamente se dedicó a restaurar la fortuna del equipo.
Las siguientes dos temporadas vieron una mejora gradual en los resultados cuando el equipo contrató al australiano Mark Webber en reemplazo de Eddie Irvine, y la estabilidad de la gestión comenzó a dar frutos, pero con la empresa matriz Ford que necesitaba ahorrar dinero. A fines de 2004, después de una serie de recortes presupuestarios, Ford anunció su retiro de la Fórmula 1 y puso a la venta Jaguar Racing, Pi Research y Cosworth.
Con el futuro de Jaguar ahora en serias dudas, Purnell se dispuso a buscar un nuevo propietario y, el 15 de noviembre de 2004, Red Bull anunció la compra del equipo. Jaguar fue renombrado como Red Bull Racing y el nuevo propietario del equipo, Dietrich Mateschitz, pareció dar su respaldo a Purnell para que continuara en su papel de director del equipo.
Sin embargo, el período de estabilidad que Purnell se había esforzado por lograr en Jaguar duró poco. El 7 de enero de 2005 se anunció que el propietario del equipo de F3000, Christian Horner, lo sucedería como director y dejó el equipo.
Surgieron numerosos rumores que vinculaban a Purnell con otros equipos de F1, pero en diciembre de 2006 se anunció que Purnell volvería al deporte como asesor técnico del organismo rector, la Federación Internacional del Automóvil (FIA). Además de dicho papel, ocupó el cargo de profesor visitante de la Real Academia de Ingeniería en el Departamento de Ingeniería de la Universidad de Cambridge y se convirtió en miembro del «Trinity Hall College».
En 2010, Purnell dejó la FIA y pasó a formar parte del comité ICONIC de la IndyCar Series, que eligió nuevas especificaciones de motor y chasis para la temporada 2012.

## Ciclismo
En mayo de 2013, Purnell se unió a British Cycling como jefe de «Secret Squirrel Club», responsable del desarrollo técnico, sucediendo a Chris Boardman. En ese momento, era un entusiasta ciclista de carreras que competía en eventos del Reino Unido.
Los Juegos Olímpicos de Río de Janeiro 2016 fueron un éxito notable para el equipo británico con seis medallas de oro, cuatro de plata y dos de bronce. Quizás lo más significativo fue el recuento de récords mundiales y olímpicos para todos los eventos de velódromo.
En septiembre de 2017, la Real Academia de Ingeniería anunció que Purnell había recibido una beca.

## Vida personal
Tony Purnell está casado con Alison y tiene dos hijos, Lucy y Oliver.